# Cueva del Moro
Die altsteinzeitliche Cueva del Moro (deutsch Höhle des Mohren bzw. des Mauren) befindet sich bei Bolonia in Tarifa in der Provinz Cádiz in Spanien. Sie gehört zur Gruppe von Höhlen mit Felsmalereien, der Südandalusischen Kunst. (spanisch Arte Sureño)
Die Höhle auf einer Sandsteinplatte ist ein großer Abri, der aus zwei sich überlappenden Böden besteht und durch Winderosion und Korrosion gebildet wurde, was für die silikatischen Sandsteine in der Campo de Gibraltar charakteristisch ist.
Im Inneren befinden sich Gravuren von Pferden sowie Zeichen und andere Höhlenmalereien in roter Farbe. Die 1994 von dem deutschen Höhlenforscher Lothar Bergmann (1947–2004) entdeckten Malereien sind etwa 20.000 Jahre alt (Solutréen). Auf Grund ihrer außergewöhnlichen Eigenschaften fällt die Gravur einer trächtigen Stute auf. Es ist mit einer Länge von 1,08 m und einer Höhe von 78 cm das größte Bild der Höhle.
Die von Jägern und Sammlern geschaffene Kunst in der Cueva del Moro zeichnet sich vor allem durch Figuren naturalistisch anmutender Tiere aus. Hauptmerkmal der Figuren ist die Darstellung der Silhouette in Seitenansicht. In der Höhle gibt es auch Höhlenmalereien, die aus mehreren Punktgruppen gebildet werden. Eine davon besteht aus Hunderten von Punkten und repräsentiert die größte Malerei dieser Gruppe in der Provinz Cádiz.
In der Nähe liegt die Cueva de Palomas I.